# 수레시 크리쉬나

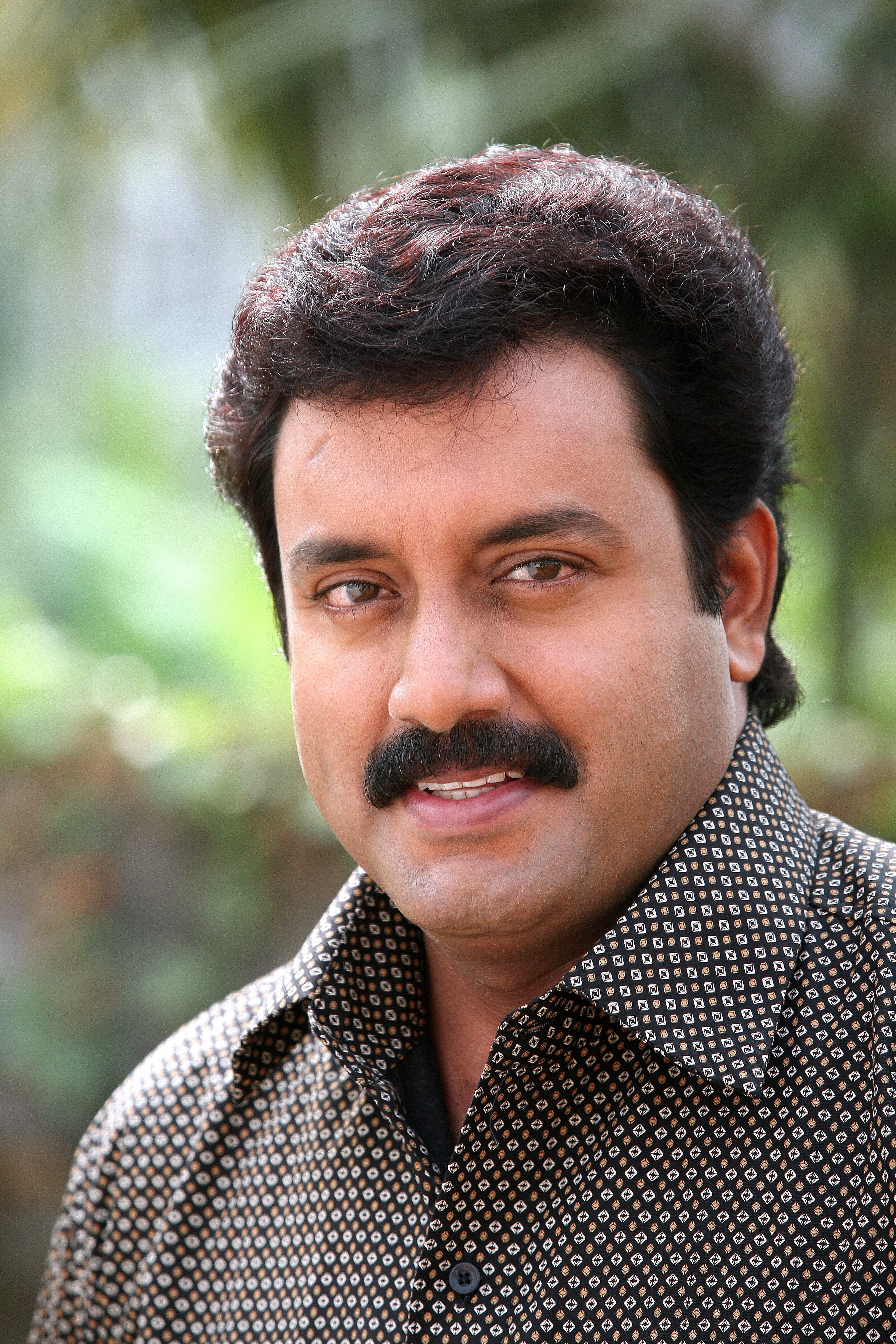

수레시 크리쉬나(Suresh Krishna, 1973년 4월 5일 ~ )는 인도의 배우, 텔레비전 배우이다.
첸나이에서 태어났다.

## 영화
- 미 (2014년)
- 메모리즈 (2013년)
- TD DASAN STD VI B (2010년)
- 케랄라 바르마 파자시 라자 (2009년)
- 쿠티 스란크 (2009년)